# جون إس. بيرد
جون إس. بيرد (بالإنجليزية: Jon S. Baird)‏ هو كاتب سيناريو ومخرج بريطاني، ولد في نوفمبر 1972 في أبردين في المملكة المتحدة.

## وصلات خارجية
- جون إس. بيرد على موقع IMDb (الإنجليزية)
- جون إس. بيرد على موقع ألو سيني (الفرنسية)
- جون إس. بيرد على موقع أول موفي (الإنجليزية)
- جون إس. بيرد على موقع قاعدة بيانات الأفلام السويدية (السويدية)
- جون إس. بيرد على موقع ديسكوغز (الإنجليزية)
- جون إس. بيرد على موقع قاعدة بيانات الفيلم (الإنجليزية)
- جون إس. بيرد على موقع كينوبويسك (الروسية)